# Duguetia sandwithii
Duguetia sandwithii é uma espécie de planta do gênero Duguetia.  

## Taxonomia
A espécie foi descrita em 1934 por Klas Robert Elias Fries. 